# Zhongshan
För andra betydelser, se Zhongshan (olika betydelser).
Zhongshan, tidigare kallad Xiangshan, är en stad på prefekturnivå i Guangdong i södra Kina. Staden är belägen på Pärlflodens högra bank strax norr om den speciella administrativa staden Macao.

## Namn
Före 1900-talet hette orten Xiangshan eller Heung-san (香山) på kantonesiska, vilket betyder väldoftande berg och syftade på de väldoftande blommor som växte på intilliggande berg. Staden döptes om till Zhongshan för att hedra Kuomintang-partiets grundare Sun Yat-sen, även känd som Sun Zhongshan, som föddes i byn Cuiheng vilken är belägen i köpingen Nanlang.

## Administrativ indelning
Zhongshan har en ovanlig struktur på den administrativa indelningen. Staden är inte indelad i enheter på häradsnivå som mellanled, utan är direkt indelad i åtta stadsdelsdistrikt och 15 köpingar. 
| Karta | Namn       | Kinesiska            | Pinyin |
| --- | ---------- | -------------------- | ------ |
| Dongqu Minzhong Nanlang Nanqu Shiqi Xiqu Wuguishan Zhongshangang Banfu Dachong Dongfeng Xiaolan f d Dongsheng Fusha Gangkou Guzhen Henglan Huangpu Nantou Sanjiao Sanxiang Shaxi Shenwan Tanzhou Xiaolan |            |                      |        |
| Stadsdelsdistrikt |            |                      |        |
| Dongqu | 东区街道   | Dōngqū jiēdào        |        |
| Minzhong | 民众街道   | Mínzhòng jiēdào      |        |
| Nanlang | 南朗镇     | Nánlăng jiēdào       |        |
| Nanqu | 南区街道   | Nánqū jiēdào         |        |
| Shiqi | 石岐街道   | Shíqí jiēdào         |        |
| Wuguishan | 五桂山街道 | Wŭguìshān jiēdào     |        |
| Xiqu | 西区街道   | Xīqū jiēdào          |        |
| Zhongshangang | 中山港街道 | Zhōngshāngǎng jiēdào |        |
| Köpingar |            |                      |        |
| Banfu | 板芙镇     | Bǎnfú zhèn           |        |
| Dachong | 大涌镇     | Dàchóng zhèn         |        |
| Dongfeng | 东凤镇     | Dōngfèng zhèn        |        |
| Fusha | 阜沙镇     | Fùshā zhèn           |        |
| Gangkou | 港口镇     | Gǎngkǒu zhèn         |        |
| Guzhen | 古镇镇     | Gǔzhèn zhèn          |        |
| Henglan | 横栏镇     | Hénglán zhèn         |        |
| Huangpu | 黄圃镇     | Huángpǔ zhèn         |        |
| Nantou | 南头镇     | Nántóu zhèn          |        |
| Sanjiao | 三角镇     | Sānjiǎo zhèn         |        |
| Sanxiang | 三乡镇     | Sānxiāng zhèn        |        |
| Shaxi | 沙溪镇     | Shāxī zhèn           |        |
| Shenwan | 神湾镇     | Shénwān zhèn         |        |
| Tanzhou | 坦洲镇     | Tǎnzhōu zhèn         |        |
| Xiaolan | 小榄镇     | Xiǎolǎn zhèn         |        |